# Циклопентан
Циклопентанът е запалим алицикличен въглеводород с химична формула C5H10, който се състои от пръстен с пет въглеродни атома, всеки от тях свързан с по два водородни атома над и под равнината. Среща се под формата на безцветна течност с петролна миризма. Топи се при −94 °C и кипи при 49 °C. Получава се чрез крекинг на циклохексан в присъствието на алуминиев оксид при високи температура и налягане.
За пръв път е получен през 1893 г. от германския химик Йоханес Вислиценус.
Съединението е слабо токсично и има наркотично действие.

## Промишлена употреба
Циклопентанът се използва в производството на синтетични смоли и лепила, както и като разпенващ агент при създаването на полиуретанна изолираща пяна. Тя се използва в много приложения в бита (хладилници, фризери), замествайки вредни за околната среда алтернативи като трихлорофлуорометан (CFC-11) и 1,1-Дихлоро-1-флуороетан (HCFC-141b). Смазващите вещества от алкилиран циклопентан са слабо летливи и се използват в някои специални случаи. използва се и като разтворител за целулозни етери.
В САЩ се произвеждат над 500 тона от химикала годишно.

## Синтез
Основният метод за получаване на циклопентан е чрез редукция на циклопентанон. Може да се получи от:
- Нефт;
- Хидрогениране на циклопентадиен;
- Нагряване на 1,5-дибромпентан с метален магнезий или цинк:

СН2Br-(CH2)3-CH2Br + Mg(Zn) -(t°)→ циклопентан + MgBr2(ZnBr2)
- Адипинова киселина:

НООС-(СН2)4-СООН + Ca(OH)2 → (OOC-(CH2)4-COO)Ca + 2H2O
(OOC-(CH2)4-COO)Ca -(300 °C)→ циклопентанон + CaCO3
циклопентанон -(Zn/Hg + HCl)→ циклопентан